# NGC 3035
NGC 3035 é uma galáxia espiral barrada (SBbc) localizada na direcção da constelação de Sextans. Possui uma declinação de -06° 49' 22" e uma ascensão recta de 9 horas, 51 minutos e 54,9 segundos.
A galáxia NGC 3035 foi descoberta em 5 de Março de 1880 por Édouard Jean-Marie Stephan.